# Brigada 20 Infanterie (1916-1918)
Brigada 20 Infanterie a fost o mare unitate de nivel tactic, care s-a constituit la 14/27 august 1916, prin mobilizarea unităților și subunităților existente la pace aparținând de Brigada 20 Infanterie din armata permanentă. Din compunerea brigăzii făceau parte Regimentul 33 Infanterie și Regimentul 38 Infanterie. Brigada a făcut parte din organica Divizia 10 Infanterie, fiind dislocată la pace în garnizoana Tulcea.:p. 106
La intrarea în război, Brigada 20 Infanterie a fost comandată de colonelul Petre Popovăț. Brigada 20 Infanterie a participat la acțiunile militare pe frontul românesc, pe toată perioada războiului, între 14/27 august 1916 - 28 ocotmbrie/11 noiembrie 1918.